# 石川瞬間

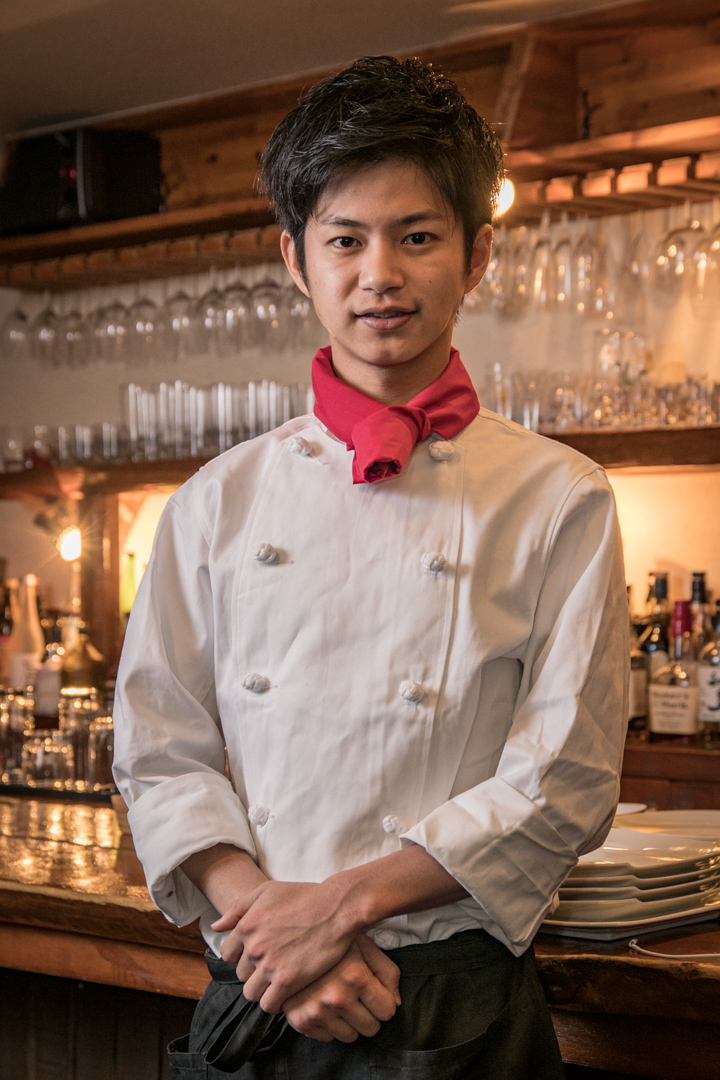
石川瞬間プロフィール
生年月日1992年1月12日
現年齢31歳
出身地　日本・愛知県
血液型B
身長／体重168cm／54kg

石川瞬間（いしかわ とき）は、日本の調理師。愛知県出身。血液型はB型。 
- 名古屋調理師専門学校卒業。
- グルメライターとして活動し、大須商店街の飲食店を400以上食べ歩く。
- 2016年8月からスタートのMID-FM761「グルメブロガー石川瞬間の大須グルメをCOMPLETEラジオ」パーソナリティ。[1]
- 2017年3月号No.385の「月刊チーク（Cheek）」にて「石川瞬間の大須食べ歩きグルメ」を連載。[2]
- 2018年5月号の「月刊ケリー（KELLy）」にて「シェフ男子・石川瞬間のおもてなし」を連載中。[3]
- 2018年5月@fm80.7で毎週月曜日21時から放送の「Dream Box！」サブMCを担当。出演：小鹿みき・石川瞬間・ACKO[4]
- 2018年5月10日メ〜テレ「ドデスカ!」にて、有名グルメライター兼シェフとして出演。[5]

## 略歴
- 寿司職人の父親の影響で料理の道に進み、名古屋調理師専門学校を卒業。調理師免許を取得。
- 2014年　第27回「ジュノン・スーパーボーイ・コンテスト」ベスト50に選ばれる。

## エピソード
1. 2017年8月号No.390の「月刊チーク（Cheek）」でゲスト出演した河村たかし名古屋市長から、「石川瞬間さんにOSUでリッパになってちょうよ！！」と色紙を送られる。[6]